# Samostan svetega Lambrehta
Samostan svetega Lambrehta je benediktinski samostan, ki stoji na 1028 metrih nadmorske višine v kraju Sankt Lambrecht na avstrijskem  Štajerskem

## Zgodovina
Samostan je bil ustanovljen leta 1076 po nalogu koroškega mejnega grofa Markwarta von Eppensteina. Njegov sin vojvoda Henrik III. Koroški je do leta 1103 dodal in do svoje smrti leta 1122, ko so Eppensteinerji izumrli, zaključil dela na samostanu. Samostan je dobil bogato dotacija za vzdrževanje in nego umetnosti in znanosti. Ni znano, iz katerega matičnega benediktinskega samostana so prišli prvi menihi. Prva omemba cerkve je iz leta 1066 z imenom cerkev sv Lambert v gozdu. Leta 1160 je bila posvečena nova romanska bazilika. Imela je skoraj velikost današnje cerkve. Leta 1144 je bil ustanovljen samostan Altenburg v Spodnji Avstriji iz menihov iz St. Lambrechta, leta 1157 še Mariazell na Zgornjem Štajerskem.
Kmalu potem, ko je bil ustanovljen samostan je začela nastajati zbirka rokopisov, kar je dokumentirano z dvema imenikoma iz 12. in 13. stoletja. Te so sestavljali predvsem teološke in liturgične knjige, pa tudi nekaj del antičnih pisateljev. V 13. in 14. stoletju, je imel samostan uspešen skriptorij (imena piscev: Fridericus Rosula, Andreas Moravus). Naraščanje knjižnice je delo opata Janeza I.  Friedberga (1341-1359), ki je študiral v Bologni, povečal zaloge, vključno z lastnimi traktati.
Po požaru romanske cerkve leta 1262 in porušitvi nekaterih obnovljenih delov do leta 1327 je bilo odločeno, da se na obstoječih kamnitih zidovih zgradi nova cerkev. Posvetitev gotske dvoranske cerkve je potekala leta 1421 pod opatom Heinrichom Moykerjem (1419-1455). Opat Heinrich je aktivno promoviral samostansko knjižnico. V tako imenovani Schedulae resignationis je bila zabeležena osebna posest menihov, vključno z znatnimi zalogami knjig v celicah. Med njimi so bile predvsem knjige iz posesti opatov in profesorji domače izobraževalne ustanove. Omeniti velja pravno knjižnico Johannesa Drezelerja iz Münstra v Vestfaliji (1579, tiskana na univerzi v Sieni). 54 zvezkov te zbirke je od cesarja Jožefa II. ukinitve samostanov v univerzitetni knjižnici v Gradcu, dve pa sta leta 1803 prišli nazaj v samostansko knjižnico.
Leta 1424 je bila samostanskemu območju podarjen Petrova cerkev. Leta 1471 je požar opustošil kolegijsko cerkev, Petrovo cerkev in samostanske stavbe. Od leta 1639 dalje je bila zgrajena nova baročna stavba pod vodstvom glavnega graditelja Domenica Sciassia (1599 / 1603-1679), ki je bil tudi glavni graditelj Mariazella. Šele leta 1692, po smrti Sciassiea, je bila gradnja končana. Od 1730 do 1750 je bil samostan razširjen z južnim traktom proti trgu. Leta 1835 so ponovno vzpostavili obstoječe stanje, gimnazijo in deški pevski zbor, oboje je obstajalo do leta 1932.
4. januarja 1786 je bil samostan ukinjen s cesarskim odlokom v skladu z Jožefinskimi cerkvenimi reformami, ki so se začele leta 1782, knjižnična zbirka je prešla v Univerzitetno knjižnico v Gradcu. Konservativni cesar Franc II. je leta 1802 razveljavil ukinitev, zato se je knjižnica vrnila v St. Lambrecht, zgodovinsko dragoceni rokopisi pa so ostali v Gradcu.
Po Anschlussu maja 1938 so samostane zasegli nacisti in jih je upravljal SS-Obersturmbannführer Hubert Erhart. Samostan je preselila svoj sedež v Mariazell. V Steiermärkische Landesbibliothek v Gradcu je prešla celotna zbirka inkunabul, grafike 16., 17. in 18. stoletja ter več starejših Styriaca, skupaj 2100 naslovi. Preostalo je preživelo uničenje in vojno na kraju samem. Po vrnitvi zaplenjenih gospodarstev leta 1946 so bile v sistematični red 19. stoletja obnovljene skupne zaloge okoli 30.000 volumnov.
13. maja 1942 je prispel prvi prevoz okoli 90 zapornikov iz Dachaua in samostan je postal izpostava koncentracijskega taborišča Dachau. Približno leto kasneje je iz Ravensbrücka prispelo 30 biblijskih študentk (Jehovovih prič), za katere je bila ustanovljena druga izpostava tabora, saj so bile ženske in moški ločeni v skladu s smernicami SS. Od 20. novembra 1942 do osvoboditve maja 1945 je bil moški tabor izpostava taborišča Mauthausen. Ženski tabor je ostal do ustanovitve ženskega tabora v Mauthausnu 15. septembra 1944 pod vodstvom koncentracijskega taborišča Ravensbrück. Zaporniki so delali v gozdarstvu in kmetijstvu ter zgradili naselje v St. Lambrechtu, ki ga še danes najema samostan. Začela se je gradnja vile severozahodno od samostana za družino Erhart, vendar ni bila dokončana. Zapornice so se večinoma uporabljali za gospodinjska opravila. Samostansko gospodarstvo je služilo kot trg in je bilo tako vidno javnosti, kolegijska cerkev pa je ohranila funkcijo župnijske cerkve.
Leta 1946 so se menihi vrnili. Danes samostan upravlja in gospodari s skupno okoli 4.000 hektarjev kmetijske in gozdarske lastnine. Poleg tega si menihi prizadevajo za gospodarsko varnost samostana za prihodnost. V sodelovanju z okoliškimi kmetijami deluje lokalna toplarna na biomaso, ki oskrbuje celotno območje. Poleg tega samostan upravlja "Schule des Daseins", seminarski center z duhovno in ustvarjalno usmeritvijo ter šolo vodenja. Prav tako poskuša povečati kulturni turizem in verski turizem romarjev ter tržiti svoje izdelke.

## Šola
Samostan je bil, kot vsi samostani v srednjem veku, izobraževalno središče. Leta 1835 je bila v samostanu ustanovljena deželna gimnazija s petimi razredi; šola je obstajala do leta 1932. Znani nekdanji študenti so duhovnik in pacifist Johannes Ude, novinar Hans Grasberger (obiskoval je fantovsko šolo od 1836 do 1898) in astronom Rudolf Falb, ki je bil študent 1850-1854.

## Znamenitosti
- gotska kolegijska cerkev
- Petrova cerkev (podarjena 1424)
- Zgodnjebaročna samostanska stavba
- Muzej opatije z umetnostno zgodovinsko zbirko (rezbarsko kiparstvo, tabelne slike od 13. do 19. stoletja)
- Ljudski muzej P. Romualda Prambergerja in Ptičji muzej P. Blasiusa Hanfa
- Knjižnica opatije (na voljo le v izjemnih primerih za študijske namene)
- vrtovi

### Samostanska cerkev
Kolegijska cerkev je glavna cerkev benediktinskega samostana sv. Lambrehta, tako samostanska kot župnijska.

#### Zgradba
Sedanja kolegijska cerkev je triladijska gotska cerkev. Rebrasti obok stoji na enajstih parih stebrov. Renesančni portal je oblikoval mojster Domenico Sciassia. V 17. stoletju (glavni oltar, zahodna galerija) in v 18. stoletju (prižnica) je kolegijska cerkev doživela vrsto baročnih predelav. Na severni strani kolegijske cerkve je kapela z repliko zgrajenega iz Mariazella, Gnadenaltar
Glavni oltar , trinadstropno edikulo iz štuk-marmorja, je leta 1632 dokončal Valentin Khautt. Spodnja oltarna slika prikazuje Marijino vnebovzetje v slogu Petra Pavla Rubensa. Figuri na levi je sveti Benedikt in na desni Sholastika. Na zgornji sliki je prikazano kronanje device Marije. Ob njej sta kipa Janeza Krstnika na levi in cesar Henrik II. Sveti Na najvišji sliki je prikazan sv. Lambert. Figuri sta apostola Peter in Pavel. Na nastavku skupina predstavlja padec Luciferja s strani nadangela Mihaela.
V severni stranski ladji levo od glavnega oltarja je Benediktov oltar, ki ga je leta 1638 ustvaril Krištof Paumgartner. Desno od glavnega oltarja je v južni stranski ladji Emmeramov oltar, katerega figure in reliefe je ustvaril Michael Hönel.
V južni stranski ladji je krstilnik iz 16. stoletja z neogotskim pokrovom.
- Marijina kapela na severni strani
- Krstilnik

#### Orgle
Orgle kolegijske cerkve je leta 2003 zgradil proizvajalec orgel Manufacture d' Orgues Luxembourgeoise Georges Westenfelder. Instrument ima 40 registrov na treh priročnikih in pedalu. So mehanske. 

### Petrova cerkev
V gotski Petrovi cerkvi, zgrajeni leta 1424, so na voljo trije dragoceni krilni oltarji. Visoki oltar, z rožnatimi krošnjami, je tipično delo koroških (Beljak) delavnic okoli leta 1515. Izklesani reliefi v svetišču, predela in na krilih, kažejo Zadnjo večerjo, nošenje križa in Pasijon. Na obeh stranskih oltarjih sta dragoceni gotski deli, lepa Marija iz obdobja okoli leta 1430 in tabla na levem stranskem oltarju, ki prikazujejo Križanje in svete figure (ok. 1435) in se pripisujejo mojstru "St. Lambrechter Kreuzigungsaltäre".

### Samostanske stavbe
V zgornjem nadstropju zahodnega krila je leta 1645 zaključena »Cesarjeva dvorana« kot sprejemna dvorana za visoke ugledne osebnosti. Zgodnje baročne štukature so delo Matthiasa Camina in Taddea Gallija, slike Melchiorja Mayra. Osrednja slika prikazuje poroko v Kani s čudežem Jezusovega ustvarjanja vina. V prvem nadstropju vzhodnega krila je bil v nekdanjih sobah za goste Fürstenzimmer ustanovljen samostanski muzej, Kunsthistorische Sammlung. Tu so prikazani predvsem ostanki gotskega dekorja samostana in njegovih cerkva. Omeniti je slikovno platno Jezusovega družinskega drevesa v samostanu in tako imenovano lepo Marijo. Zaključek teh sob je Prelatova dvorana iz leta 1739 s portreti nekdanjih opatov in donatorjev.
- Izrez iz stropa cesarjeve dvorane, s sliko Poroka v Kani
- Kovana vrata na vhodu v muzej
- Lepa Marija
- Jezusovo družinsko drevo, 16. stoletje
- Prelatova dvorana

Ljudski muzej prikazuje dele zbirke verske ljudske umetnosti, lokalnih obrti in podeželskega življenja, ki jo je ustvaril P. Romuald Pramberger (1877-1967).
Znana je zbirka ptic ornitologa P. Blasiusa Hanfa (1808-1892) s približno 500 primerki. Prikazuje življenje ptic okoli samostana.